# Nhị lang thần
Nhị lang thần (二郎神), còn được biết đến với nhiều danh hiệu như Hiển thánh Nhị lang chân quân (顯聖二郎真君), Quán Khẩu nhị lang (灌口二郎) hay Dương Nhị Lang (楊二郎), là một vị thần quan trọng trong tín ngưỡng dân gian Trung Quốc và Đạo giáo. Ông thường được khắc họa là một chàng trai trẻ tuấn tú, sở hữu con mắt thứ ba trên trán có khả năng nhìn thấu sự thật. Nhị lang thần mang bên mình một cây thương ba mũi, được gọi là "Tam Tiêm Lưỡng Nhận Đao", và thường có chú chó trung thành Hao Thiên Khuyển đồng hành. Nhị Lang Thần nổi tiếng với sức mạnh kiểm soát lũ lụt, diệt trừ yêu ma và đại diện cho công lý. Theo truyền thuyết, ngày sinh của ông có nhiều dị bản, nhưng phổ biến nhất là ngày 25 tháng 4 hoặc các ngày 24, 26 tháng 6 (ÂL).
Nguồn gốc của Nhị lang thần rất phong phú và phức tạp, có sự pha trộn từ nhiều truyền thuyết khác nhau. Hình tượng đầu tiên của ông được cho là sự thần thánh hóa của Lý Nhị Lang (李二郎), con trai thứ hai của Lý Băng, vị kỹ sư thủy lợi nổi tiếng dưới thời nhà Tần (221–206 TCN), người đã xây dựng công trình đập Đô Giang Yển và giúp kiểm soát dòng nước ở Tứ Xuyên. Tín ngưỡng này đã lan rộng khắp Trung Quốc từ thời Bắc Tống và Nhị Lang Thần trở thành một vị thần địa phương được tôn thờ sâu rộng. Trong quá trình phát triển qua nhiều thế kỷ, Nhị lang thần dần mang hình tượng của Dương Tiễn (楊戩), cháu trai của Ngọc Hoàng Đại đế. Truyền thuyết kể rằng Dương Tiễn là người đã "chẻ núi cứu mẹ" và thực hiện nhiều chiến công, như việc gánh núi đuổi mặt trời. Hình tượng của ông được khắc sâu trong tâm thức dân gian qua các tác phẩm văn học nổi tiếng như Phong thần diễn nghĩa và Tây du ký, nơi ông ban đầu là kẻ thù của Tôn Ngộ Không, nhưng sau đó trở thành đồng minh, cùng nhau diệt trừ yêu quái.
Nhị lang thần không chỉ được xem là vị chiến thần vĩ đại nhất của thiên giới mà còn là biểu tượng của sức mạnh, sự kiên cường và lòng trung thành. Nhờ vào võ nghệ siêu phàm cùng Thất Thập Nhị Huyền Công – một hệ thống 72 phép biến hóa được học từ sư phụ Ngọc Đỉnh Chân Nhân, ông đã trở thành một trong những vị thần được tôn thờ và kính trọng bậc nhất trong Đạo giáo và văn hóa dân gian Trung Hoa. Các chiến công diệt trừ yêu ma của ông đã góp phần củng cố niềm tin về sức mạnh bảo hộ và công lý mà Nhị Lang Thần đại diện.

## Thân thế

### Trong thân phận Dương Tiễn
Dương Tiễn là con trai thứ hai của Dương Thiên Hựu và Dao Cơ tiên tử (em gái của Ngọc hoàng), sư phụ là Ngọc Đỉnh Chân Nhân. Trong Tây Du Ký, Dương Tiễn là con trai của Dương Quân. Dương Tiễn có anh trai cả là Dương Giao (Dương Đại Lang), em gái là Dương Thiền (hay còn gọi là Dương Liên tức Tam thánh mẫu). Trong Bảo liên đăng, vì phạm tội kết hôn với người phàm mà Dao Cơ bị Ngọc hoàng giam dưới núi Đào sơn, Dương Giao cũng vì biến cố mà chết. Dương Tiễn từ đó bái sư theo Đạo giáo tu luyện pháp thuật, sau này kết giao với Mai sơn lục quái và Hao Thiên Khuyển chẻ núi Đào sơn cứu mẹ và lập được nhiều công đức với dân, lòng hiếu thảo và nhân từ khiến Ngọc Hoàng cảm động, phong ông làm Nhị lang chân quân ở Quán Giang Khẩu. Trong Phong thần diễn nghĩa của Hứa Trọng Lâm, Dương Tiễn lập nhiều đại công giúp Khương Tử Nha. Sau lễ phong thần, ông cùng cha con Lý Tịnh, Vy Hộ, Lôi Chấn Tử xin phép thiên tử và sư bá quay về núi tiếp tục tu hành. Công trạng lớn nhất mà Dương Tiễn giúp Khương Tử Nha là dùng kế bắt "Ma gia tứ tướng".
Dương Tiễn còn xuất hiện khá nhiều trong tiểu thuyết Tây du ký của Ngô Thừa Ân, trong tác phẩm này, Dương Tiễn giao đấu với Tôn Ngộ Không nhiều màn biến hóa, sau nhờ vòng Kim Cương của Thái Thượng Lão Quân mới bắt được Tôn Ngộ Không. Dương Tiễn còn giúp Tôn Ngộ Không đánh bại Cửu Đầu Trùng trong nạn Quét tháp biện kỳ oan giúp Đường Tam Tạng thoát nạn.
Dương Tiễn được miêu tả trong tiểu thuyết và hình phố trong các đạo quán là một nam thanh niên khôi ngô tuấn tú, thân cao, vạm vỡ, có 3 mắt. Mắt giữa trán có diệu năng của tuệ nhãn không những là cánh cửa trí tuệ, phân biệt rõ vạn vật, những giả trái của thiên địa dưới cái nhìn thấu tận tâm can của Tuệ nhãn đều bị bóc trần, lại còn thấu được mười hai nhân duyên, hiện tượng sinh tử lưu chuyển của bậc A la hán "vô ngã vô chấp", có thể ra khỏi sinh tử luân hồi, không bị trói buộc bởi thân tâm thế gian. Tai ông đeo xâu tai, eo lúc nào cũng mang cung tên, cong như mặt trăng, tay cầm đinh ba hai lưỡi ("Ngân tiêm bảo kích" hay "tam tiêm kích"). Đầu đội nón hình ba ngọn núi và phụng hoàng, mình khoác áo choàng vàng, đai bụng của ông được trang trí với tám loại trang sức.
Dương Tiễn là một trong những tướng kiệt xuất và thông minh dưới trướng Khương Tử Nha. Trí tuệ và thất thập nhị huyền công (72 phép thần thông biến hoá) của Dương Tiễn thể hiện ở những trận đánh trong Phong thần diễn nghĩa như lần giao tranh với "Ma gia tứ tướng" (Ma Lễ Thanh, Ma Lễ Hồng, Ma Lễ Thọ, Ma Lễ Hải), dùng Bát Trận Đồ giết chết Viên Hồng, giết chết Mai Sơn Thất Quái (bảy con yêu quái tại núi Mai Sơn), lập nhiều đại công đặc biệt là trong 2 trận đại chiến Tru Tiên và Vạn Tiên.
Trong Phong thần diễn nghĩa, mắt thứ ba của Dương Tiễn nhiều lần đấu cùng tam nhãn của Văn Thái Sư tức Văn Trọng đều bất phân thắng bại. Dương Tiễn còn dùng kế chui vào bụng Hoa Hồ Điêu của Ma Lễ Thọ giết chết con vật giỏi nhất của Ma Gia tứ tướng và còn lấy trộm "Hỗn Nguyên Tán" của Ma Lễ Hồng. Cũng theo thần thoại Trung Quốc thì danh tướng Vương Tiễn chính là Dương Tiễn chuyển thế, được Ngọc Hoàng Thượng Đế phái xuống đầu thai giúp Tần Thủy Hoàng thống nhất sáu nước.
Trong phim truyền hình Thiên ngoại phi tiên 2006, Nhị lang thần Dương Tiễn vâng lệnh Ngọc Hoàng đại đế và Vương Mẫu nương nương ba lần xuống trần gian, đến huyện Thiên Thừa (vào thời Đông Hán) chia rẽ người phàm Đổng Vĩnh và Thất tiên nữ Tiểu Thất, đánh Đổng Vĩnh bất tỉnh, bắt Tiểu Thất đưa về thiên đình. Sau cùng vì cảm động tình cảm của Đổng Vĩnh dành cho Tiểu Thất khi Đổng Vĩnh liều mạng lên thiên đình để đối thoại với Ngọc Hoàng đại đế, Nhị lang thần Dương Tiễn đã không đánh Đổng Vĩnh như trước mà còn giúp Đổng Vĩnh đi thẳng đến thiên cung gặp Ngọc Hoàng đại đế, để ngăn Ngọc Hoàng đại đế trừng phạt tội yêu người phàm của Tiểu Thất. Đổng Vĩnh làm cảm động Ngọc Hoàng đại đế và được kết hôn với Tiểu Thất. Nhị lang thần Dương Tiễn cũng xuống huyện Thiên Thừa dự lễ thành hôn của họ.
Trong Bảo liên đăng, Ngọc Đế khi phong Dương Tiễn và Dương Thiền (Tam thánh mẫu) làm thần tiên ra điều kiện cấm Dương Thiền kết hôn với người phàm. Biết tin em gái được tác hợp với thư sinh Lưu Ngạn Xương, còn sinh hạ một bé trai (Lưu Trầm Hương), Nhị lang thần vì thực hiện lời hứa với Ngọc Đế, sai người đến trộm pháp bảo của Tam thánh mẫu là Bảo liên đăng rồi giam lỏng Tam thánh mẫu trong núi Hoa sơn, cốt để luyện ý chí cho Trầm Hương. Lưu Trầm Hương sau này bái Phích Lịch đại tiên (Tôn Ngộ Không) làm sư phụ và nhờ sự ngấm ngầm trợ giúp của Dương Tiễn, Trầm Hương cuối cùng lấy lại được Bảo liên đăng, dùng cây rìu năm xưa Dương Tiễn chẻ núi Đào sơn cứu Dao Cơ để chẻ núi Hoa Sơn cứu mẹ.
Trong seri phim truyền hình Bảo liên đăng và Bảo liên đăng tiền truyện của đài CCTV, Dương Tiễn vốn ái mộ Hằng Nga nhưng vì thiên quy và trách nhiệm nên đã phải cưới người từng cứu mình là Tây Hải tam công chúa (Ngao Thốn Tâm). Cuộc hôn nhân vì trách nhiệm kéo dài 1000 năm đến khi Dương Tiễn chấp nhận lên Thiên Đình làm Tư pháp thiên thần thì kết thúc. Cuối phim, Trầm Hương cứu được mẹ và sửa thiên quy, Dương Tiễn cũng đã khiến Hằng Nga động lòng. Trong phim hoạt hình Na Tra truyền kỳ, người Dương Tiễn yêu là Sơn Quỷ.

## Pháp khí
Dương Tiễn sử dụng Tam Tiêm Đao (do Giao Long ba đầu hóa thành) làm pháp khí của mình. Trong Phong thần diễn nghĩa, Dương Tiễn luôn có một chú chó trợ chiến đắc lực tên gọi là Hao Thiên Khuyển, khiến đối phương nhiều lần phải giật mình kinh sợ. Trong Tây du ký, Hao Thiên Khuyển từng giúp Dương Tiễn trong việc bắt Tôn Ngộ Không khi Ngộ Không loạn bàn đào, ngoài ra còn giúp ông trợ chiến Tôn Ngộ Không, đánh bại Cửu Đầu Trùng trong nạn Quét tháp biện kỳ oan giúp Đường Tam Tạng thoát nạn.